# Niederbauer
Niederbauer – dzielnica (Ortsteil) wiejskiej gminy Lippetal w powiecie Soest, w kraju związkowym Nadrenia Północna-Westfalia, w rejencji Arnsberg.

## Demografia
Według danych z marca 2023 roku w Niederbauer mieszkało 282 mieszkańców. Według danych z marca 2025 roku liczba mieszkańców Niederbauer spadła do 271. 141 mieszkańców to mężczyźni, a 130 to kobiety.

## Geografia

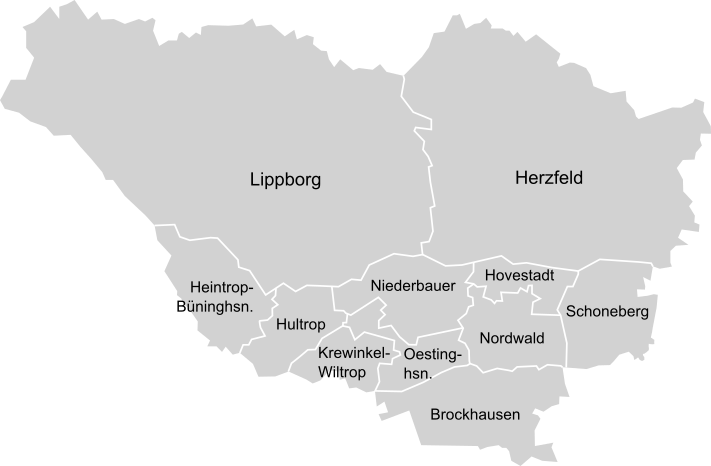
Dzielnice Lippetal

Niederbauer położona jest w środkowej części Lippetal i graniczy z sześcioma innymi dzielnicami: Lippborg, Herzfeld, Hovestadt, Nordwald, Oestinghausen i Hultrop.

## Historia

### Reorganizacja gmin
W ramach reorganizacji gmin 1 lipca 1969 roku Niederbauer wraz z 11 innymi miejscowościami stało się częścią nowej gminy Lippetal.